# دنیلزویل (جورجیا)
دنیلزویل، جورجیا (به انگلیسی: Danielsville, Georgia) یک شهر در ایالات متحده آمریکا با جمعیت ۵۶۰ نفر است که در جورجیا واقع شده است.

## موقعیت جغرافیایی
موقعیت جغرافیایی شهرها و مناطق اطراف به شرح زیر است: